# Субботін Серафим Павлович
Серафим Павлович Субботін (рос. Серафим Павлович Субботин; 15 січня 1921, Красногор'є — 22 квітня 1996, Черкаси) — Герой Радянського Союзу (1951), штурман 176 гвардійського винищувального авіаційного полку (324-я винищувальна авіаційна дивізія, 64-й винищувальний авіаційний корпус) гвардії майор.

## Біографія
Народився 15 січня 1921 року в селі Красногор'є (нині Первомайського району Ярославської області) в сім'ї селянина-бідняка. Росіянин. Член КПРС з 1944 року. У 1933 році разом з сім'єю переїхав до міста Любим. Закінчив 9 класів середньої школи.
У Червоній Армії з 1938 року. У 1940 році закінчив Тамбовське кавалерійське училище. Служив командиром взводу в Терсько-Ставропольському козацькому полку в П'ятигорську. У 1942 році закінчив Ульяновську військову авіаційну школу пілотів. Залишений в ній інструктором. Потім служив у запасному авіаційному полку.
Учасник війни в Кореї 1950—1953 років. За 9 місяців боїв збив 9 літаків противника.
Звання Героя Радянського Союзу із врученням ордена Леніна й медалі «Золота Зірка» (№ 9289) Серафиму Павловичу Суботіну присвоєно 10 жовтня 1951 року, за мужність і відвагу, проявлені при виконанні військового обов'язку.
У 1956 році закінчив Червонопрапорну Військово-повітряну академію. Служив у військах ППО. З 1973 року полковник Субботін — в запасі. Жив і працював у місті Черкаси. Помер 22 квітня 1996 року.
Нагороджений орденами Леніна, Червоного Прапора, 2 орденами Червоної Зірки, медалями.

## Список повітряних перемог
| Дата повітряного бою | Кількість і тип збитих ворожих літаків | Район повітряного бою        |
| -------------------- | -------------------------------------- | ---------------------------- |
| 07.04.1951           | Б-29                                   | Синійджу                     |
| 12.04.1951           | Б-29                                   | Аньдунь - Синійджу           |
| 12.04.1951           | F-84                                   | Аньдунь - Синійджу           |
| 17.06.1951           | F-86                                   | Ялуцзян                      |
| 18.06.1951           | F-86                                   | Тейсю                        |
| 18.06.1951           | F-86                                   | о.Сімідо                     |
| 02.11.1951           | F-84                                   | Кайсен - Дзюйсен             |
| 04.11.1951           | F-80                                   | Ансю                         |
| 01.12.1951           | Gloster Meteor                         | на піденний схід від Дзюйсен |

Примітка: таблицю складено за даними джерела  .